# This Is It (lưu trú hòa nhạc)
This Is It là một loạt các buổi hòa nhạc của Michael Jackson được tổ chức tại Sân vận động O2 ở Luân Đôn. Chương trình được dự kiến bắt đầu vào tháng 7 năm 2009 và tiếp tục cho đến tháng 3 năm 2010. Tuy nhiên, sau khi tất cả vé của các buổi biểu diễn được bán hết, Jackson đột ngột qua đời do ngộ độc propofol và benzodiazepine, chỉ hơn 3 tuần trước khi buổi hòa nhạc đầu tiên được bắt đầu. Jackson chính thức công bố kế hoạch biểu diễn tại một cuộc họp báo được tổ chức bên trong sân vận động O2 và tiết lộ rằng This Is It sẽ là buổi hòa nhạc cuối cùng của mình. AEG Live, đơn vị tổ chức chúng, phát hành một đoạn video quảng bá rộng rãi cho buổi hòa nhạc, và đã thiết lập một kỷ lục người xem trên ITV. Nếu được tổ chức, đây sẽ là lần đầu tiên Michael Jackson thực hiện một chương trình biểu diễn dài hơi kể từ HIStory World Tour kết thúc vào năm 1997, cũng như được xem là một trong những sự kiện âm nhạc quan trọng nhất năm. Randy Phillips, chủ tịch và giám đốc điều hành của AEG Live, nói rằng trong 10 buổi đầu của chuyến lưu diễn, nam ca sĩ sẽ kiếm được khoảng 50 triệu bảng.
Theo kế hoạch ban đầu, chỉ có 10 buổi biểu diễn được lên kế hoạch, nhưng do cơn sốt vé bán ra (vé đã bán hết trong chưa đầy 1 giờ đồng hồ) nên đã có thêm 40 buổi được bổ sung, nâng tổng số buổi diễn lên thành 50. Việc tiêu thụ vé đã phá vỡ nhiều kỷ lục và AEG Live nói rằng Jackson có thể bán hết vé với nhiều show hơn thế (thậm chí đạt đến cột mốc 200 buổi). Doanh số bán album của Jackson cũng từ đó tăng mạnh sau khi kế hoạch được thông báo. Để chuẩn bị cho loạt buổi hòa nhạc, ông đã cộng tác với nhiều nhân vật nổi bật, chẳng hạn như nhà thiết kế thời trang Christian Audigier, biên đạo múa Kenny Ortega và nhà thể dục thể hình Lou Ferrigno. Trước khi Jackson qua đời, Allgood Entertainment đã kiện nam ca sĩ 40 triệu USD, khi tuyên bố rằng ông đã vi phạm một thỏa thuận độc quyền với họ để ký kết hợp đồng thực hiện This Is It. Vụ việc sau đó đã bị bác bỏ.
Khi tin tức về cái chết của Jackson được công bố, AEG Live đã hoàn trả lại đầy đủ tiền vé cho tất cả cho khán giả. Buổi biểu diễn bị hủy bỏ, việc bán vé kỷ lục  và kế hoạch cho một tour du lịch thế giới, biến This Is It trở thành "buổi hòa nhạc lớn nhất" của Jackson đã không bao giờ thành hiện thực. Sau đó, hãng Columbia Pictures đã mua lại toàn bộ các cảnh quay luyện tập của chương trình và thực hiện một bộ phim hòa nhạc mang tên Michael Jackson's This Is It. Tổ chức di sản của Jackson đã nhận được 90% lợi nhuận thực hiện trong khi 10% còn lại chuyển đến AEG Live. Columbia Pictures thu được ít nhất 60 triệu đô tiền bản quyền khai thác thương mại. Cùng với việc phát hành các cảnh quay buổi hòa nhạc, một album đi kèm bộ phim cũng được phát hành.

## Danh sách trình diễn
Đây được xem là danh sách trình diễn chính thức cho This Is It
1. "Light Man" (Giới thiệu)
2. "Wanna Be Startin' Somethin'" (bao gồm một đoạn acappella của "Speechless")
3. "Jam" (bao gồm đoạn mẫu của "Another Part of Me")
4. "The Drill" (Nhảy trình tự) (bao gồm đoạn mẫu của "Bad", "Dangerous", và "Mind Is the Magic") / "They Don't Care About Us" (bao gồm đoạn mẫu của "HIStory", "She Drives Me Wild" và "Why You Wanna Trip on Me")
5. "Human Nature" (thỉnh thoảng được thay thế bằng "Stranger in Moscow")
6. "Smooth Criminal" (bắt đầu với một đoạn video 3D)
7. "The Way You Make Me Feel" (thỉnh thoảng được thay thế bằng "You Rock My World")
8. Liên khúc The Jackson 5
  - "I Want You Back"
  - "The Love You Save"
  - "I'll Be There"
9. "Don't Stop 'Til You Get Enough"/"Shake Your Body (Down to the Ground)" Đoạn xen kẽ không lời
10. "Rock with You"
11. "I Just Can't Stop Loving You" với Judith Hill
12. "Thriller" (bắt đầu với một đoạn video 3D; bao gồm đoạn mẫu của "Ghosts-Underscore" và "Threatened")
13. "Dirty Diana"/"Beat It"
14. "Dangerous" (bao gồm đoạn mẫu của "Morphine", "2000 Watts", "Heartbreak Hotel", "Stranger in Moscow", "Psycho Theme", "Owner of a Lonely Heart" của Yes, chủ đề "The Good, The Bad & The Ugly" của Ennio Morricone, "Smooth Criminal", "You Want This" và "Let's Dance" của Janet Jackson, "Get Happy" của Judy Garland, "James Bond Theme" của Monty Norman, và một đoạn guitar nền "A View to a Kill" của Duran Duran)
15. "Who Is It" Đoạn xen kẽ không lời
16. "Black or White"
17. "Bad" (dự định biểu diễn ở một số ngày)
18. "You Are Not Alone"
19. "Earth Song" (gồm video 3D)
20. "Will You Be There"
21. "Billie Jean"
22. "We Are The World"/"Heal the World"
23. "Man in the Mirror" / đoạn kết thúc"MJ Air"

- Michael sẽ thỉnh thoảng thay thế "Human Nature" bằng "Stranger in Moscow". Điều đó cũng xảy ra với "The Way You Make Me Feel" bằng "You Rock My World".
- Do thời gian giới hạn và danh sách trình diễn dài, Jackson sẽ biểu diễn một số bài hát với chỉ một đoạn so với những tour trước, như "Wanna Be Startin' Somethin'", "The Way You Make Me Feel" và "Black or White".
- Vào những ngày diễn cuối cùng, Jackson mong muốn biểu diễn bản ballad "River Ripple", được sáng tác bởi chính ông, với một dàn đồng ca trẻ em và người da màu.
- Jackson muốn biểu diễn "Bad" trong một vài ngày trước tiết mục "You Are Not Alone".
- Bài hát "Best of Joy" được sáng tác và thu âm vào năm 2009, được dự định ra mắt vào ngày cuối cùng của buổi hòa nhạc trước khi trình diễn "Man in the Mirror". Nó sau đó được phát hành trong album Michael.
- Trong một buổi phỏng vấn với Larry King, Lady Gaga tiết lộ rằng cô được chọn để trình diễn một bài hát (như là ca sĩ mở màn) cho This Is It mang tên "Pictures".

## Các ngày tháng
| Ngày tháng          | Thành phố | Quốc gia       | Địa điểm     |
| ------------------- | --------- | -------------- | ------------ |
| Lượt đi             |           |                |              |
| 13 tháng 7 năm 2009 | Luân Đôn  | Vương quốc Anh | The O2 Arena |
| 16 tháng 7 năm 2009 | Luân Đôn  | Vương quốc Anh | The O2 Arena |
| 18 tháng 7 năm 2009 | Luân Đôn  | Vương quốc Anh | The O2 Arena |
| 22 tháng 7 năm 2009 | Luân Đôn  | Vương quốc Anh | The O2 Arena |
| 24 tháng 7 năm 2009 | Luân Đôn  | Vương quốc Anh | The O2 Arena |
| 26 tháng 7 năm 2009 | Luân Đôn  | Vương quốc Anh | The O2 Arena |
| 28 tháng 7 năm 2009 | Luân Đôn  | Vương quốc Anh | The O2 Arena |
| 30 tháng 7 năm 2009 | Luân Đôn  | Vương quốc Anh | The O2 Arena |
| 1 tháng 8 năm 2009  | Luân Đôn  | Vương quốc Anh | The O2 Arena |
| 3 tháng 8 năm 2009  | Luân Đôn  | Vương quốc Anh | The O2 Arena |
| 10 tháng 8 năm 2009 | Luân Đôn  | Vương quốc Anh | The O2 Arena |
| 12 tháng 8 năm 2009 | Luân Đôn  | Vương quốc Anh | The O2 Arena |
| 17 tháng 8 năm 2009 | Luân Đôn  | Vương quốc Anh | The O2 Arena |
| 19 tháng 8 năm 2009 | Luân Đôn  | Vương quốc Anh | The O2 Arena |
| 24 tháng 8 năm 2009 | Luân Đôn  | Vương quốc Anh | The O2 Arena |
| 26 tháng 8 năm 2009 | Luân Đôn  | Vương quốc Anh | The O2 Arena |
| 28 tháng 8 năm 2009 | Luân Đôn  | Vương quốc Anh | The O2 Arena |
| 30 tháng 8 năm 2009 | Luân Đôn  | Vương quốc Anh | The O2 Arena |
| 1 tháng 9 năm 2009  | Luân Đôn  | Vương quốc Anh | The O2 Arena |
| 3 tháng 9 năm 2009  | Luân Đôn  | Vương quốc Anh | The O2 Arena |
| 6 tháng 9 năm 2009  | Luân Đôn  | Vương quốc Anh | The O2 Arena |
| 8 tháng 9 năm 2009  | Luân Đôn  | Vương quốc Anh | The O2 Arena |
| 10 tháng 9 năm 2009 | Luân Đôn  | Vương quốc Anh | The O2 Arena |
| 21 tháng 9 năm 2009 | Luân Đôn  | Vương quốc Anh | The O2 Arena |
| 23 tháng 9 năm 2009 | Luân Đôn  | Vương quốc Anh | The O2 Arena |
| 27 tháng 9 năm 2009 | Luân Đôn  | Vương quốc Anh | The O2 Arena |
| 29 tháng 9 năm 2009 | Luân Đôn  | Vương quốc Anh | The O2 Arena |
| Lượt về             |           |                |              |
| 7 tháng 7 năm 2010  | Luân Đôn  | Vương quốc Anh | The O2 Arena |
| 9 tháng 1 năm 2010  | Luân Đôn  | Vương quốc Anh | The O2 Arena |
| 12 tháng 1 năm 2010 | Luân Đôn  | Vương quốc Anh | The O2 Arena |
| 14 tháng 1 năm 2010 | Luân Đôn  | Vương quốc Anh | The O2 Arena |
| 16 tháng 1 năm 2010 | Luân Đôn  | Vương quốc Anh | The O2 Arena |
| 18 tháng 1 năm 2010 | Luân Đôn  | Vương quốc Anh | The O2 Arena |
| 23 tháng 1 năm 2010 | Luân Đôn  | Vương quốc Anh | The O2 Arena |
| 25 tháng 1 năm 2010 | Luân Đôn  | Vương quốc Anh | The O2 Arena |
| 27 tháng 1 năm 2010 | Luân Đôn  | Vương quốc Anh | The O2 Arena |
| 29 tháng 1 năm 2010 | Luân Đôn  | Vương quốc Anh | The O2 Arena |
| 1 tháng 2 năm 2010  | Luân Đôn  | Vương quốc Anh | The O2 Arena |
| 3 tháng 2 năm 2010  | Luân Đôn  | Vương quốc Anh | The O2 Arena |
| 8 tháng 2 năm 2010  | Luân Đôn  | Vương quốc Anh | The O2 Arena |
| 10 tháng 2 năm 2010 | Luân Đôn  | Vương quốc Anh | The O2 Arena |
| 12 tháng 2 năm 2010 | Luân Đôn  | Vương quốc Anh | The O2 Arena |
| 16 tháng 2 năm 2010 | Luân Đôn  | Vương quốc Anh | The O2 Arena |
| 18 tháng 2 năm 2010 | Luân Đôn  | Vương quốc Anh | The O2 Arena |
| 20 tháng 2 năm 2010 | Luân Đôn  | Vương quốc Anh | The O2 Arena |
| 22 tháng 2 năm 2010 | Luân Đôn  | Vương quốc Anh | The O2 Arena |
| 24 tháng 2 năm 2010 | Luân Đôn  | Vương quốc Anh | The O2 Arena |
| 1 tháng 3 năm 2010  | Luân Đôn  | Vương quốc Anh | The O2 Arena |
| 3 tháng 3 năm 2010  | Luân Đôn  | Vương quốc Anh | The O2 Arena |
| 6 tháng 3 năm 2010  | Luân Đôn  | Vương quốc Anh | The O2 Arena |